# Cima Tessa
La Cima Tessa (3.318 m s.l.m. - Texelspitze in tedesco) è una montagna delle Alpi Retiche orientali (sottosezione Alpi Venoste), situata nel Gruppo Tessa. Si trova in Val Senales nel comune di Senales.